# Mildred Gillars
Mildred Elizabeth Gillars (nom de naixement Sisk; 29 de novembre de 1900 - 25 de juny de 1988) va ser una locutora de ràdio estatunidenca emprada per l'Alemanya nazi per difondre la propaganda de l'Eix durant la Segona Guerra Mundial. Després de la seva captura al Berlín de postguerra, Gillars es va convertir en la primera dona a ser condemnada per traïció als Estats Units. El març de 1949 va ser condemnada de deu a trenta anys de presó. Gillars va ser posada en llibertat condicional el 1961. Juntament amb Rita Zucca va ser sobrenomenada "Axis Sally".

## Vida primerenca
Nascuda amb el nom de Mildred Elizabeth Sisk a Portland, Maine, va prendre el cognom Gillars el 1911 després que la seva mare es tornés a casar. La seva família residia a Bellevue, Ohio, on el seu pare era dentista. Als 16 anys, es va traslladar a Conneaut, Ohio amb la seva família. El 1918, es va matricular a la Ohio Wesleyan University per estudiar arts dramàtiques, però va marxar sense graduar-se.
Després, Gillars es va traslladar a Greenwich Village, a la ciutat de Nova York, on va treballar en diverses feines poc qualificades per finançar lliçons de drama. Va fer gires amb societats anònimes i va aparèixer en vodevil, però no va poder establir una carrera teatral. Gillars també va treballar com a model d'artista per a l'escultor Mario Korbel, però no va poder trobar feina regular. El 1929 es va traslladar a França i va viure sis mesos a París.
El 1933, Gillars va marxar de nou dels Estats Units, residint primer a Alger on va trobar feina com a ajudant de modista. El 1934 es va traslladar a Dresden, Alemanya, per estudiar música i més tard va ser emprada com a professora d'anglès a la Berlitz School of Languages de Berlín.

## Treballar com a propagandista nazi
El 1940, Gillars va obtenir feina com a locutor a la Reichs-Rundfunk-Gesellschaft (RRG), la ràdio estatal alemanya.
El 1941, el Departament d'Estat dels EUA aconsellava als ciutadans nord-americans que abandonessin Alemanya i els territoris controlats pels alemanys. No obstant això, Gillars va optar per romandre-hi perquè el seu promès Paul Karlson, un ciutadà alemany naturalitzat, va dir que mai es casaria amb ella si ella tornava als Estats Units. Poc després, Karlson va ser enviat al front oriental, on va ser mort en combat.
Les emissions inicials de Gillars van ser en gran part apolítiques. Finalment, va començar una relació amb Max Otto Koischwitz, el director de programa alemany-americà a la Zona dels EUA a la RRG. El 1942, Koischwitz va emetre Gillars en un nou programa anomenat Home Sweet Home i la va incloure a les seves emissions polítiques. Gillars aviat va adquirir diversos noms entre el seu públic GI, incloent-hi "Bitch of Berlin", "Berlin Babe", "Olga" i "Sally", però el més comú era "Axis Sally". Aquest nom probablement va sorgir quan se li va demanar a l'aire que es descrigués a si mateixa, Gillars va dir que era "del tipus irlandès... una autèntica Sally". Gillars va expressar sentiments antisemites durant les seves emissions. Durant una emissió, va dir: "Dic maleïts Roosevelt i Churchill, i tots els seus jueus que han fet possible aquesta guerra".
El 1943, una dona italoamericana, Rita Zucca, també va començar a transmetre a les forces nord-americanes des de Roma amb el nom de "Sally". Els dos sovint es confonen entre ells i fins i tot molts pensaven que eren el mateix, tot i que a Gillars li molestava que una altra dona estigués emetent amb el seu nom.
Els principals programes de Gillars des de Berlín van ser:
- Home Sweet Home Hour, des del 24 de desembre de 1942 fins a 1945,[9] un programa regular de propaganda destinat a fer que les forces nord-americanes a Europa sentissin nostàlgia. Un tema principal d'aquestes emissions va ser la infidelitat de les dones i els estimats dels soldats mentre els oients estaven ubicats a Europa i el nord d'Àfrica. Va qüestionar si les dones es mantindrien fidels, "sobretot si els nens us mutilen i no torneu d'un sol tros".[10] Obrint amb el so d'un xiulet de tren, Home Sweet Home va intentar explotar les pors dels soldats nord-americans sobre el front interior. Les emissions estaven dissenyades per fer que els soldats dubtin sobre la seva missió, els seus líders i les seves perspectives després de la guerra.[11]
- Midge at the Mike,[2] emès des de març fins a finals de tardor de 1943,[9] en què va tocar cançons americanes intercalades amb propaganda derrotista, retòrica antisemita i atacs a Franklin D. Roosevelt.
- GI's Letter-box and Medical Reports (1944),[9] dirigit a l'⁣audiència domèstica dels EUA en què Gillars utilitzava informació sobre aviadors nord-americans ferits i capturats per causar por i preocupació a les seves famílies. Després del dia D (6 de juny de 1944), Gillars i Koischwitz van treballar durant un temps des de Chartres i París amb aquesta finalitat, visitant hospitals i entrevistant presoners de guerra,[12] afirmant falsament ser representants de la Creu Roja Internacional.[13] El 1943, havien recorregut els camps de presoners de guerra a Alemanya, entrevistant nord-americans capturats i gravant els seus missatges per a les seves famílies als EUA. Les entrevistes van ser editades per a la seva emissió com si els parlants fossin ben tractats o simpatitzaven amb la causa nazi.

Gillars va fer la seva emissió més famosa l'11 de maig de 1944, unes setmanes abans de la invasió del dia D de Normandia, en una obra de ràdio escrita per Koischwitz anomenada Visió de la invasió. Va interpretar a Evelyn, una mare d'Ohio, que somia que el seu fill havia mort d'una mort horrible en un vaixell al Canal de la Mànega durant un intent d'invasió de l'Europa ocupada.
Koischwitz va morir l'agost de 1944 i les emissions de Gillars es van tornar poc brillants i repetitives sense la seva energia creativa. Va romandre a Berlín fins al final de la guerra. La seva darrera emissió va ser el 6 de maig de 1945, només dos dies abans de la rendició d'Alemanya.

## Detenció, judici i presó
El fiscal general dels Estats Units va enviar el fiscal Victor C. Woerheide a Berlín per trobar i arrestar a Gillars. Ell i l'agent especial del Cos de Contraintel·ligència, Hans Winzen, només tenien una pista sòlida: Raymond Kurtz, un pilot d'un B-17 abatut pels alemanys, va recordar que una dona que havia visitat el seu camp de presoners buscant entrevistes era l'emissora que es deia "Midge at the". Mike", i havia utilitzat l'àlies Barbara Mome. Woerheide va organitzar cartells de recerca amb la imatge de Gillars per col·locar a Berlín, i el gran avenç es va produir quan es va informar que una dona que es deia "Barbara Mome" venia els seus mobles als mercats de segona mà de la ciutat. Un propietari d'una botiga l'existència de la qual contenia una taula que pertanyia a Gillars va ser detingut i sota "interrogatori intensiu" va revelar l'adreça de Gillars. Quan va ser arrestada el 15 de març de 1946, Gillars només va demanar agafar una foto de Koischwitz.
Aleshores va ser retinguda pel Cos de contraintel·ligència a Camp King, Oberursel, juntament amb els col·laboradors Herbert John Burgman i Donald S. Day, fins que va ser posada en llibertat condicional el 24 de desembre de 1946; no obstant això, va negar a abandonar la detenció militar. Va ser tornada a arrestar sobtadament el 22 de gener de 1947, després que els Estats Units li oferissin la llibertat condicional a petició del Departament de Justícia i finalment va ser traslladada als Estats Units el 21 d'agost de 1948, per esperar el judici per càrrecs d'ajudar l'esforç de guerra alemany.
Gillars va ser acusada el 10 de setembre de 1948 i acusada de deu càrrecs de traïció, però només vuit van ser utilitzats en el seu judici que va començar el 25 de gener de 1949. La fiscalia es va basar en el gran nombre dels seus programes gravats per la Comissió Federal de Comunicacions, ubicada a Silver Hill, Maryland, per mostrar la seva participació en activitats de propaganda dirigides als Estats Units. També es va demostrar que Gillars havia prestat un jurament de fidelitat a Adolf Hitler. La defensa va afirmar que les seves emissions expressaven opinions impopulars, però no equivalen a una conducta traïdora. També van argumentar que estava sota la influència hipnòtica de Koischwitz i, per tant, no era totalment responsable de les seves accions fins després de la seva mort. El 10 de març de 1949, el jurat va condemnar Gillars només per un delicte de traïció, el de fer emetre la Visió de la invasió. Va ser condemnada a entre 10 i 30 anys de presó i una multa de 10.000 dòlars (128.000 dòlars avui). El jutge va salvar a Gillars d'una sentència més dura, ja que no havia participat en conferències de política de propaganda nazi d'alt nivell com va ser el cas de Douglas Chandler i Robert Henry Best. El 1950, el Tribunal d'Apel·lacions dels Estats Units per al Districte de Columbia va confirmar la condemna.
Gillars va complir la seva condemna al Federal Reformatory for Women a Alderson, West Virginia. Va ser elegible per a la llibertat condicional el 1959, però no va sol·licitar-ho fins al 1961. Va ser alliberada el 10 de juny de 1961.

## Vida posterior
Després d'haver-se convertit al catolicisme mentre estava a la presó, Gillars va anar a viure al convent de Nostra Senyora de Betlem a Columbus, Ohio, i va ensenyar alemany, francès i música a l'Acadèmia St. Joseph, Columbus.
El 1973, va tornar a l'Ohio Wesleyan University per completar la seva llicenciatura, una llicenciatura en arts en parla.
Gillars va morir de càncer de còlon al Grant Medical Center de Columbus el 25 de juny de 1988.

## Pel·lícula
Les emissions i el judici de Gillars en temps de guerra són el tema del drama legal del 2021 American Traitor: The Trial of Axis Sally.